# Alcea ghahremanii
Alcea ghahremanii là một loài thực vật có hoa trong họ Cẩm quỳ. Loài này được Pakravan & Assadi mô tả khoa học đầu tiên năm 2002.